# Stazione di Soletta
La stazione di Soletta in tedesco Bahnhof Solothurn è la principale stazione ferroviaria a servizio dell'omonima città svizzera. È gestita dalle Ferrovie Federali Svizzere.
La denominazione attuale risale al 1º maggio 1915; in precedenza la stazione era denominata Neu-Solothurn.